# Quadrofonie (hoorspel)
Quadrofonie is een hoorspel van  de Poolse schrijver Ireneusz Iredynski. Adinda Ricourd vertaalde het en de BRT zond het uit op 19 oktober 1982. De regisseur was Michel De Sutter. Het hoorspel duurde 40 minuten. 

## Rolbezetting
- Hilde Sacré
- Emmy Leemans
- Anton Cogen
- Jo De Meyere

## Inhoud
In Quadrofonie probeert Iredynski te bewijzen dat kunst een vorm van zelfbedrog kan zijn. Een componist bevindt zich in een kamer waar alleen vier luidsprekers staan. hij luister blind naar stemmen. Stemmen die hem verplichten naar zijn eigen levensverhaal te luisteren hoe hij zal vergaan binnen de vier componenten aarde, lucht, vuur en water: de hoofdthema's van zijn oeuvre. De auteur schreef voor vier stemmen 374 korte replieken die hij verdeelde over 2 mannen- en 2 vrouwenstemmen.
Bij wijze van experiment werden deze 374 korte replieken aan een computer toevertrouwd met het verzoek ze te herschikken.
Het resultaat was opmerkelijk omdat het hoorspel inhoudelijk niets aan verstaanbaarheid, noch aan inhoudswaarde inboette.